# Municipio de Mineral (condado de Jasper)
El municipio de Mineral (en inglés: Mineral Township) es un municipio ubicado en el condado de Jasper en el estado estadounidense de Misuri. En el año 2010 tenía una población de 9100 habitantes y una densidad poblacional de 84,42 personas por km².

## Geografía
El municipio de Mineral se encuentra ubicado en las coordenadas 37°12′30″N 94°26′48″O / 37.20833, -94.44667. Según la Oficina del Censo de los Estados Unidos, el municipio tiene una superficie total de 107.8 km², de la cual 107,67 km² corresponden a tierra firme y (0,12 %) 0,13 km² es agua.

## Demografía
Según el censo de 2010, había 9100 personas residiendo en el municipio de Mineral. La densidad de población era de 84,42 hab./km². De los 9100 habitantes, el municipio de Mineral estaba compuesto por el 93,73 % blancos, el 0,45 % eran afroamericanos, el 1,36 % eran amerindios, el 0,64 % eran asiáticos, el 1,01 % eran de otras razas y el 2,81 % eran de una mezcla de razas. Del total de la población el 2,93 % eran hispanos o latinos de cualquier raza.